# كنيسة جميع القديسين
كنيسة جميع القديسين (بالإنجليزية: All Saints' Church) هي كنيسة رعية تابعة لكنيسة إنجلترا، تقع في أنيسلي بمقاطعة نوتنغهامشير، إنجلترا. تم تصنيفها كـ(ب[Grade II listed building] خطأ: {{اللغة-؟؟}}: نص الرومنة ليس بالخط اللاتيني (الموضع 1: م) (مساعدة)) من قبل التراث الإنجليزي.

## التاريخ
تم تشييد الكنيسة في عام 1874 بتصميم من المعماري توماس غراهام جاكسون. وقد بُنيت لتحل محل كنيسة أنيسلي القديمة، التي تقع على بعد نصف ميل إلى الغرب، والتي كانت قد دخلت في حالة من التدهور.

## الجهاز الموسيقي
تم تركيب الأرغن في الكنيسة من قبل شركة لويس وشركاه (Lewis and Co)، ويمكن العثور على مواصفاته في السجل الوطني للأرغن الأنبوبي (National Pipe Organ Register).

## الروابط
- وصف الكنيسة في سجل كنائس نوتنغهامشير

- مواصفات الأرغن في السجل الوطني للأرغن الأنبوبي